# Damnoni

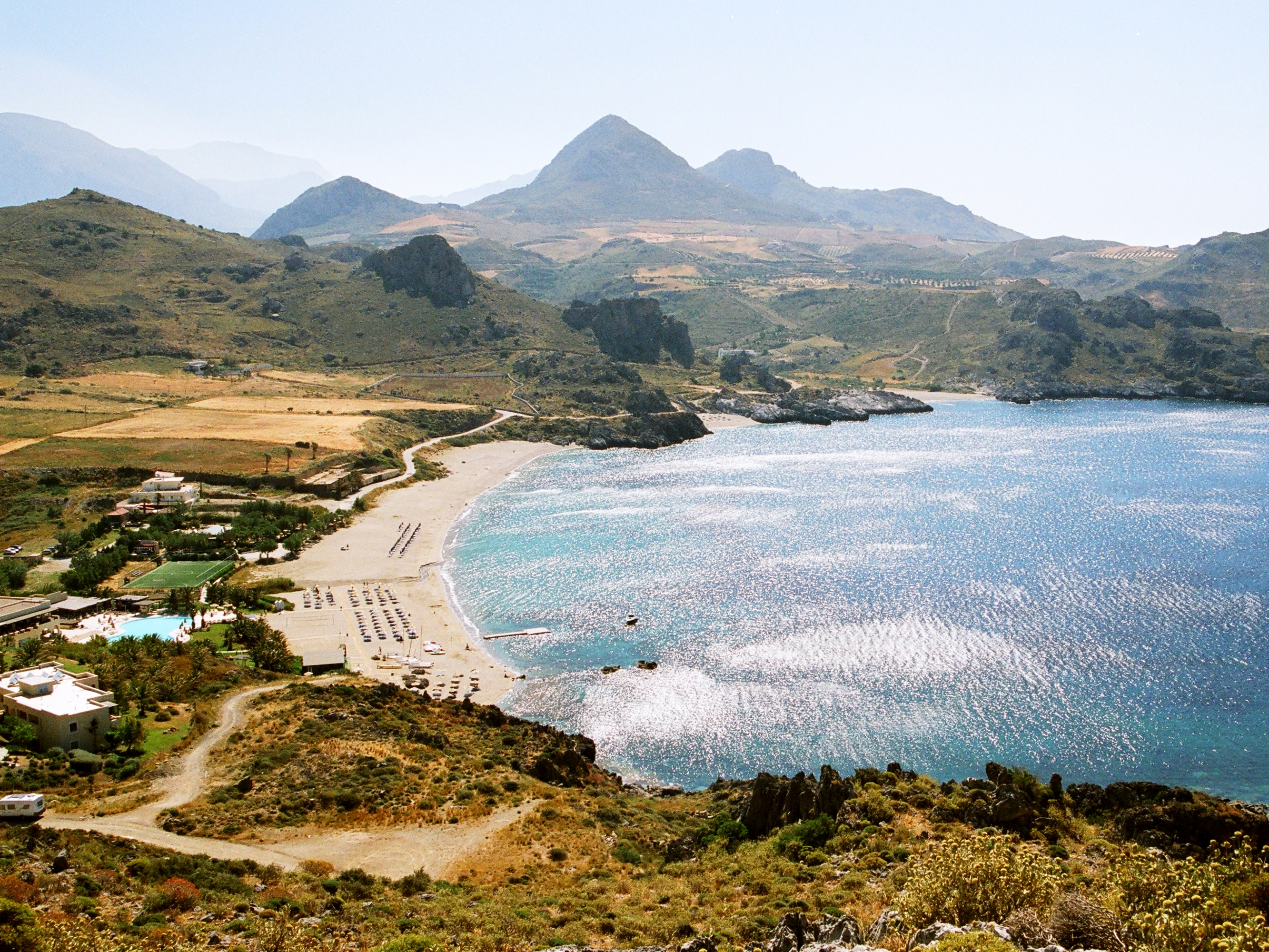
Damnoni-Bucht

Damnoni (griechisch Δαμνόνι) war ursprünglich die Bezeichnung für einen kleinen Fischerort an der Südküste Kretas etwa 2,5 Kilometer östlich von Plakias. Er lag vor West- und Nordwinden geschützt am Westende einer Bucht. Der Ort war verlassen; die Volkszählung von 2011 weist wieder 11 gemeldete Einwohner auf. Der Hafen wurde aber durchgehend verwendet.
Der Name Damnoni wird heute meist als Bezeichnung für die gesamte Bucht und in touristischem Kontext auch für den Sandstrand dieser Bucht verwendet. Damnoni gehört verwaltungsmäßig zum Dorf Mariou in der Gemeinde Agios Vasilios des Regionalbezirks Rethymno, dessen historischer Hafenort es ist.

## Geografische Lage
Die am Libyschen Meer gelegene Bucht von Damnoni bildet mit den östlichen kleineren Nachbarbuchten Ammoudi und Schinaria einen größeren Meereseinschnitt, der von der nordwestlichen Bucht von Plakias durch die Halbinsel Sarella und dem gleichnamigen 207 Meter hohen Berg getrennt ist. Am Westrand der Bucht mündet der Bach Katsari ins Meer, dessen Zuflüsse zum Teil vom Bergmassiv Kouroupa im Norden kommen, meist aber erst in der fruchtbaren Niederung zwischen Asomatos und Plakias Wasser führen. Sechs Kilometer südöstlich befindet sich der Palmenstrand von Preveli, zu dem von Damnoni aus unregelmäßige Schiffsverbindungen bestehen.

## Beschreibung

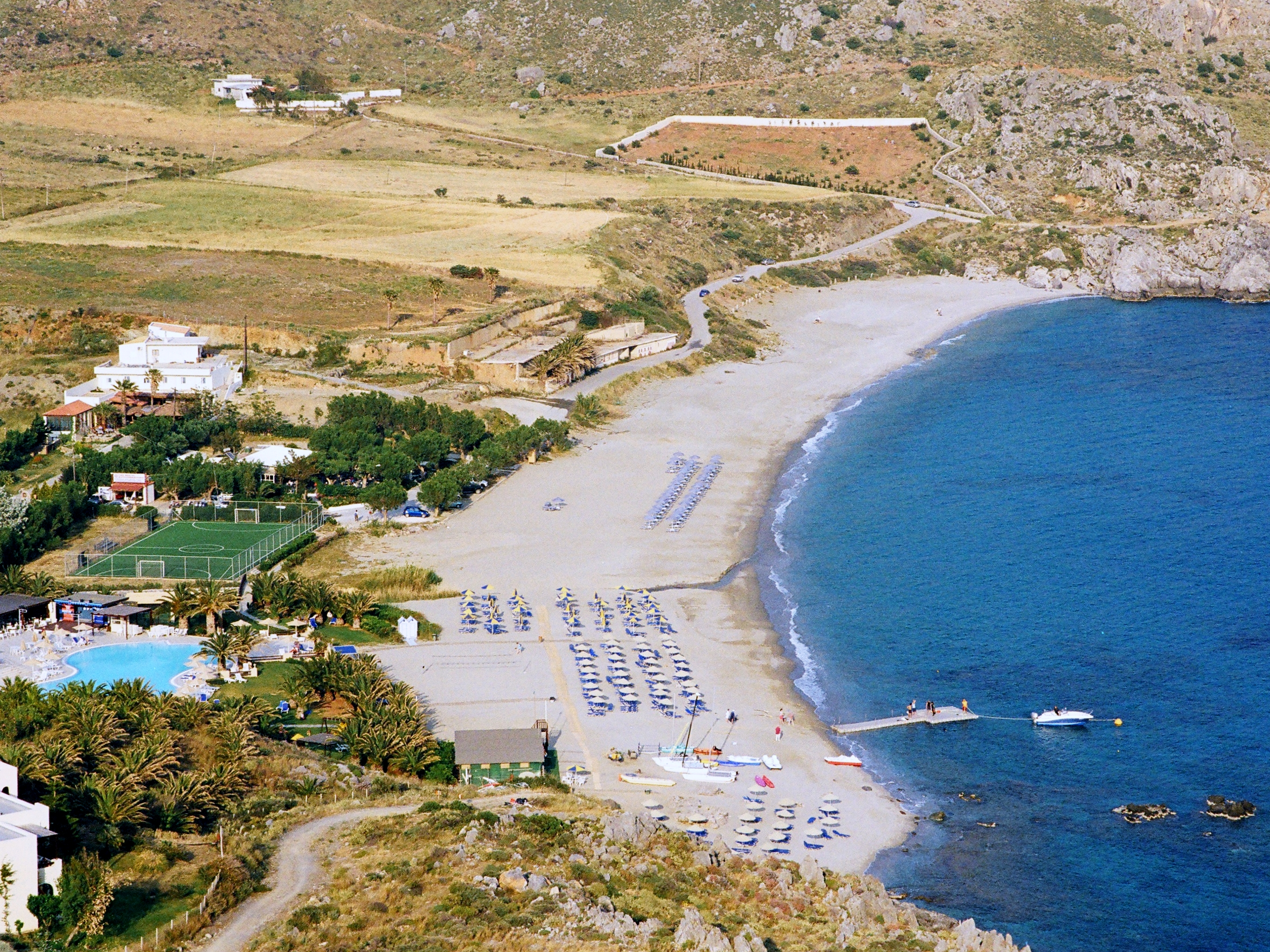
Strand von Damnoni

Der etwa 500 Meter lange Strand von Damnoni besteht aus Kies und Sand mit einigen Felsplatten im flachen Wasser. Die Mündung des Katsari kann am Strand auf einer Holzbrücke überquert werden. In der Nähe der Mündung gibt es ein Wassersportcenter mit einem Schiffsanlegesteg ins Meer. In der Saison werden am ganzen Strand Liegen und Sonnenschirme verliehen.

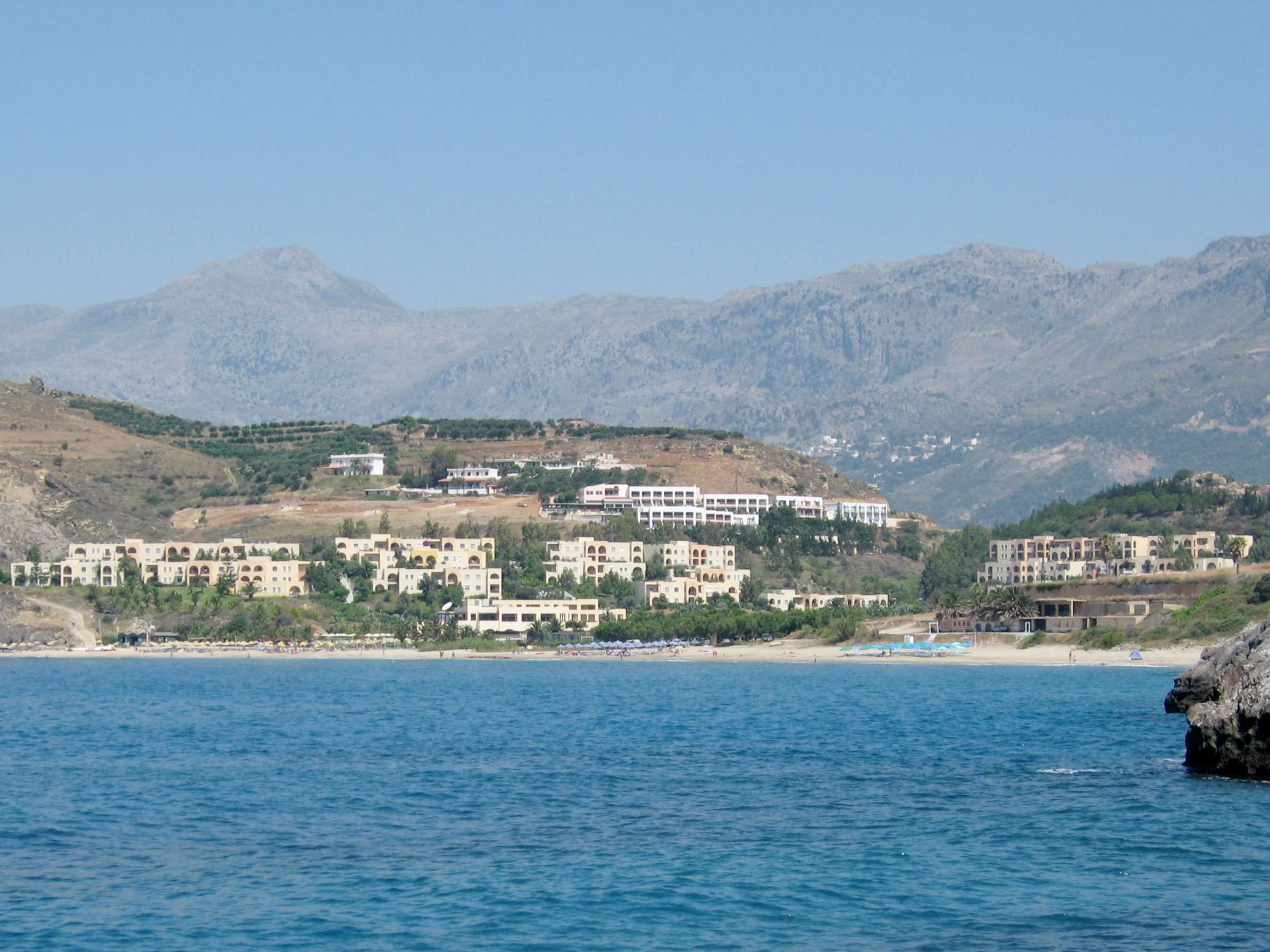
Bebauung der Westseite

Während die Bucht bis in die 1980er Jahre fast unbebaut war, befinden sich heute an der Westseite das Hotel „Damnoni Bay“ und das darunter gelegene Urlaubsresort von Hapimag. Das an der Ostseite der Bucht geplante Minoan Prince Hotel ist mittlerweile eine Bauruine. Dazwischen liegen einige kleine Tavernen mit zum Teil gärtnerisch gestaltetem Außenbereich und Schatten spendenden Bäumen.

## Zugang
Zu erreichen ist Damnoni über eine ausgeschilderte asphaltierte Zufahrtsstraße, die von der Straße zwischen Lefkogia und Plakias abzweigt. Die Zufahrtsstraße überquert den Katsari und wendet sich an dessen Mündung ostwärts am Strand entlang. Sie geht dann in einen unbefestigten Weg über, der zur Nachbarbucht Ammoudi führt.
Zum etwas oberhalb am Berghang gelegenen Hotel „Damnoni Bay“ kommt man über eine zweite Zufahrtsstraße näher zu Plakias. Diese führt weiter auf die Halbinsel  Sarella und endet am Hotel „Kalypso Cretian Village“, das in eine felsige Bucht der Halbinsel gebaut wurde.
Von der Seeseite aus kann Damnoni am westlich gelegenen Schiffsanlegesteg angelaufen werden. Er wird größtenteils durch Ausflugsboote genutzt, die von Plakias aus zum Palmenstrand von Preveli fahren.